# Adolf Fritzen

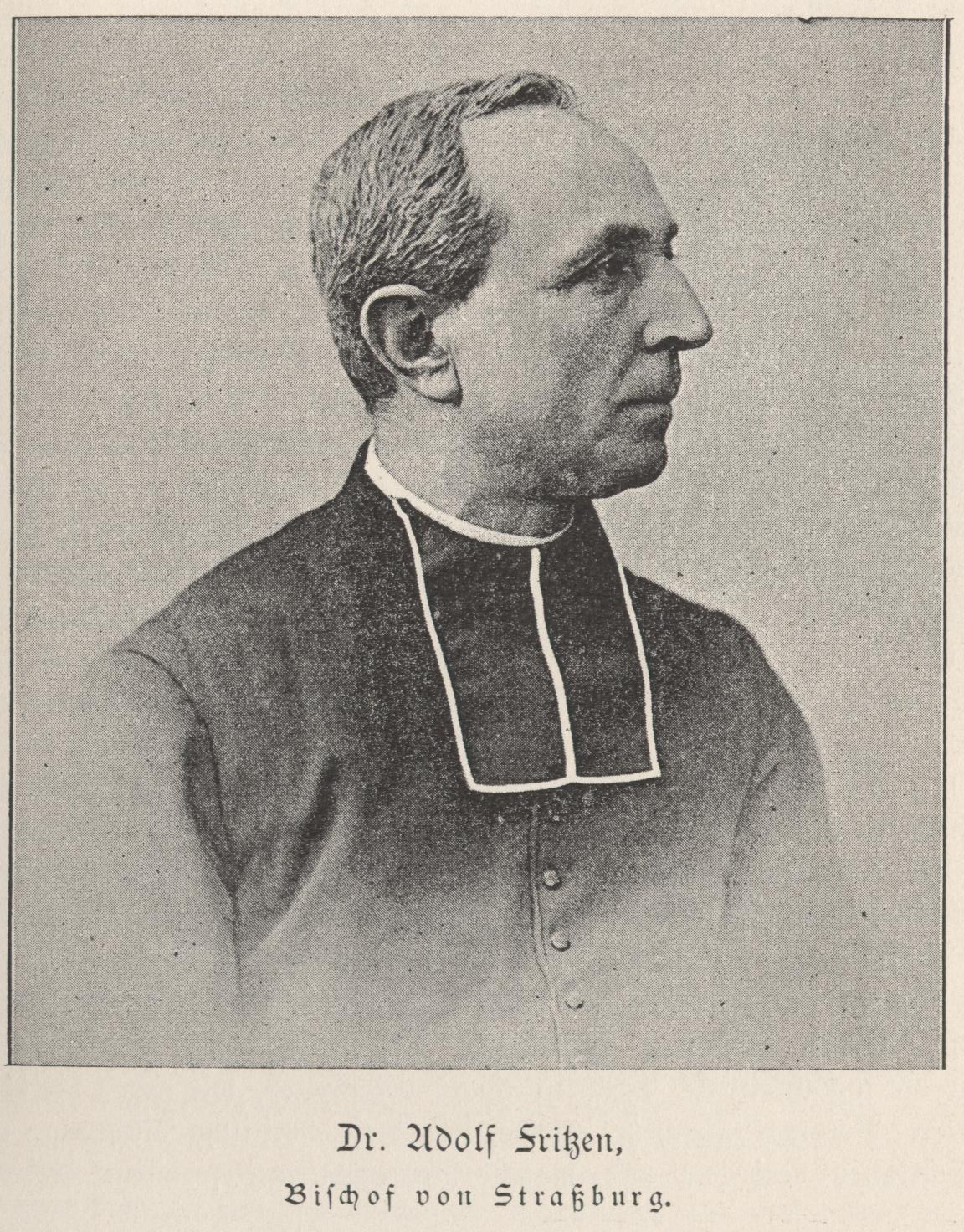
Adolf Fritzen, Bischof von Straßburg (1895)

Adolf Fritzen (auch Adolph, * 10. August 1838 in Kleve; † 7. September 1919 in Straßburg) war ein deutscher römisch-katholischer Geistlicher. Er war von 1891 bis 1919 Bischof von Straßburg.

## Familie
Adolf Fritzen war der erste von vier Söhnen des Architekten und Stadtrates zu Kleve Bernhard Fritzen und seiner Ehefrau Josephine Bernadine Ebben und ein älterer Bruder von Aloys Fritzen und Karl Fritzen, die als Juristen und Zentrumspolitiker hervortraten.

## Studium und kirchliche Laufbahn
Nach dem Abitur am Collegium Augustinianum Gaesdonck in Goch (Niederrhein) studierte Fritzen Katholische Theologie, Philologie und Geschichte an den Universitäten Tübingen, Münster, Berlin und Bonn und promovierte zum Dr. phil. et theol. In Tübingen war er Mitglied der AV Guestfalia Tübingen im CV. In Berlin wurde er aktives Mitglied des Katholischen Lesevereins (jetzt KStV Askania-Burgundia), in Münster des KStV Germania, in Bonn des KStV Arminia, sämtlich im KV, in dem er sich auch später – auch als Bischof in Straßburg – sehr aktiv betätigte. In Straßburg wurde er Mitglied des KStV Frankonia.
Am 16. August 1862 wurde er zum Priester seines Heimatbistums Münster geweiht. Von 1866 bis zu deren Auflösung im Rahmen von Bismarcks sogenanntem „Kulturkampf“ im Jahre 1873 war Fritzen an seiner ehemaligen Schule in Gaesdonck als Lehrer für Latein, Griechisch, Deutsch, Geschichte und Erdkunde tätig. Zu seinen Lehrerkollegen dort gehörte unter anderem auch der spätere Bischof von Münster Hermann Jakob Dingelstad. Danach wirkte Fritzen von 1874 bis 1887 in Dresden als Hofkaplan und Erzieher der Söhne von Prinz Georg von Sachsen. 1887 wurde er zum Direktor des bischöflichen Knabenseminars in Montigny bei Metz ernannt. Im Jahre 1890 begleitete Fritzen den Prinzen Friedrich August von Sachsen auf dessen Reise in den Orient.

## Amtszeit als Bischof

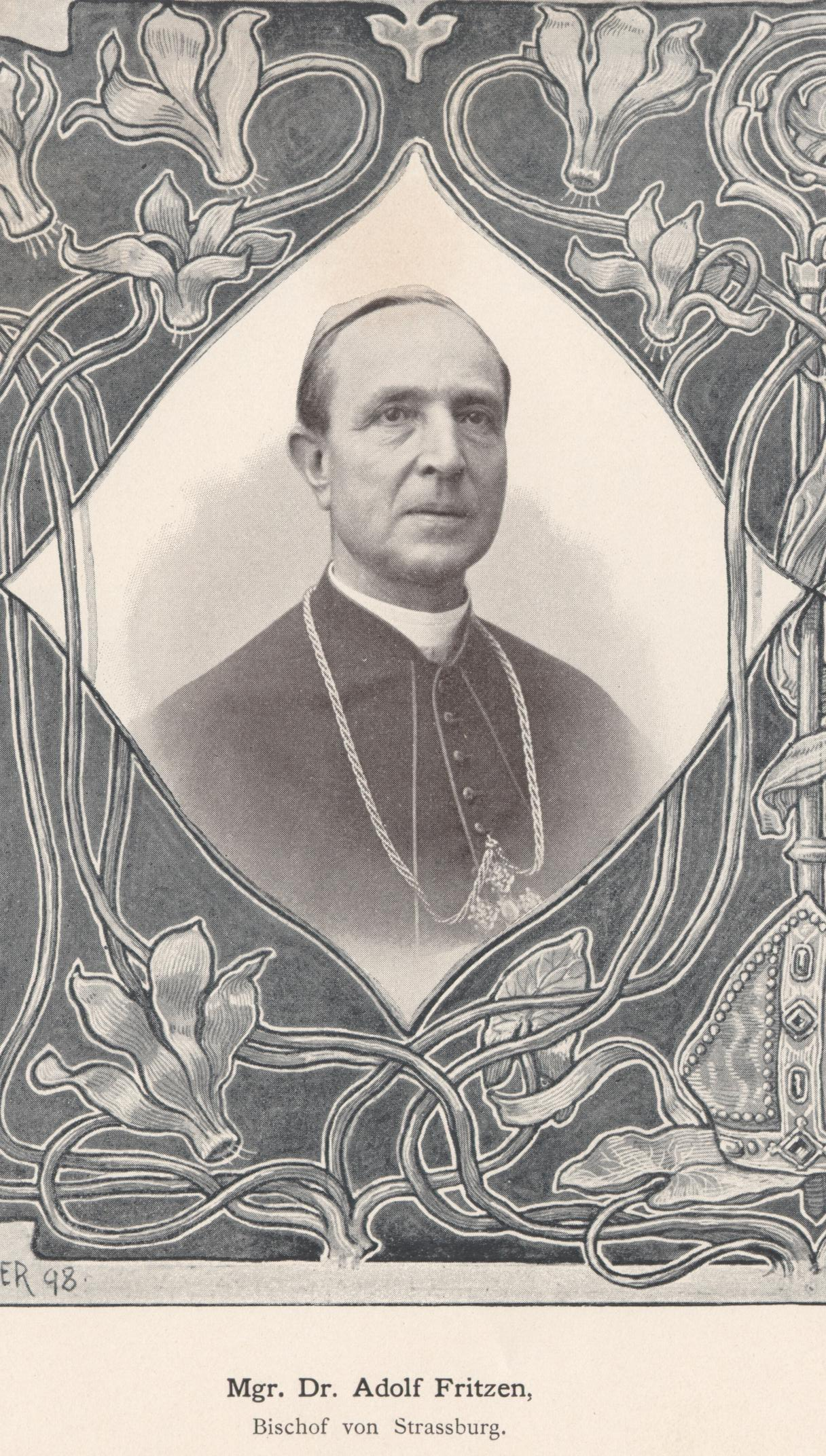
Adolf Fritzen, Bischof von Straßburg (1900)

Am 24. Januar 1891 wurde Fritzen zum Bischof von Straßburg berufen und am 21. Juli desselben Jahres in sein neues Amt eingeführt. Von seinem Vorgänger Stumpf übernahm Fritzen das Œuvre des églises mixtes, einen Kirchenbaufonds, um Gelder für den Bau katholischer Kirchen zu sammeln, die die katholische simultane Nutzung von etwa 120 Kirchengebäuden der Reformierten Kirche von Elsass und Lothringen und der Kirche A.B. von Elsass und Lothringen erübrigen sollte. Fritzen und der lutherische Oberkonsistorialpräsident Friedrich Curtius waren um Ausgleich bemüht, konnten aber die vielen Querelen um Simultankirchen nicht schlichten. So setzte sich Fritzen für den Ersatz der Simultaneen durch Neubau katholischer Kirchen ein und konnte die Zahl der katholischen Pfarrkirchen stark erhöhen und bis 1914 simultane Nutzungen protestantischer Kirchen auf 64 Fälle reduzieren. Fritzen förderte in seinem Bistum besonders den Kirchengesang und die Liturgie; bald hatte auch jede Pfarrei im Elsass einen Kirchenchor. Fritzen war auch bei den Frankreich zugewandten Elsässern beliebt, er hieß bei ihnen „un éveque en vitrail – ein Bischof wie im Kirchenfenster“.
Als Bischof von Straßburg war Adolf Fritzen qua Verfassung ab 1911 automatisch Mitglied der ersten Kammer des Landtags des Reichslandes Elsaß-Lothringen.
Nach der Niederlage des Deutschen Reiches im Ersten Weltkrieg, als deren Folge das Elsass und somit auch das Bistum Straßburg wieder an Frankreich zurückfielen, trat Fritzen am 21. Juli 1919 von seinem Amt zurück. Gleichzeitig mit seinem Rücktritt wurde er zum Titularerzbischof des nicht mehr existenten Erzbistums Mocissus (vermutlich das heutige Kırşehir) ernannt. Noch in demselben Jahr starb Fritzen am 7. September in Straßburg.

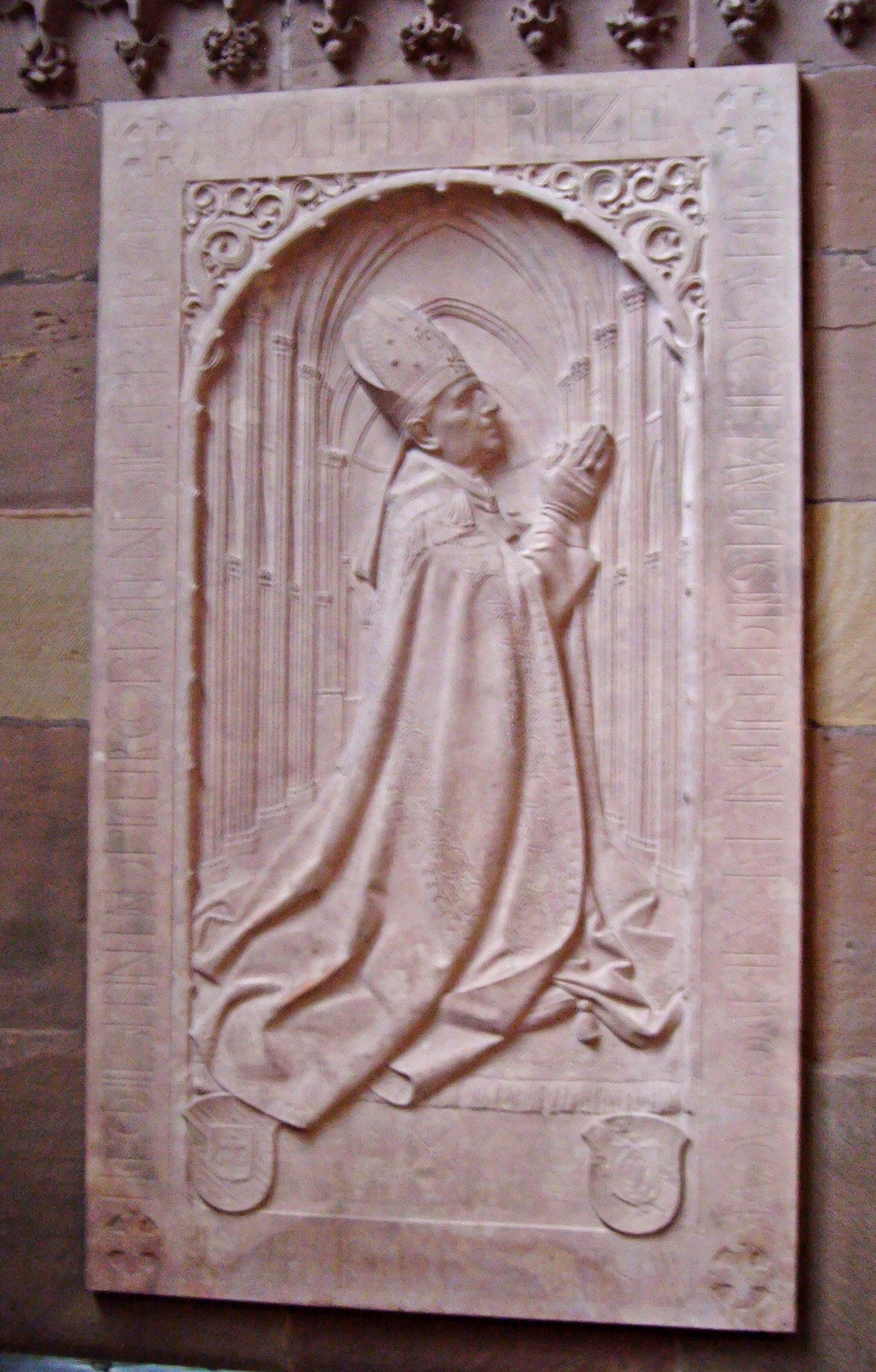
Epitaph im Straßburger Münster

Sein Nachfolger, der neue Bischof Charles Joseph Eugène Ruch, gedachte in seinem 1. Hirtenbrief vom 9. Oktober 1919 mit sehr herzlichen und anrührenden Worten des kurz zuvor verstorbenen Vorgängers Fritzen. Als geradezu heroische Tat erwähnt er dabei dessen freiwilligen Amtsverzicht, angesichts der neuen politischen Verhältnisse:

„In einem Alter, wo eine Lebensänderung schwerfällt, wo auch schon die Abnahme der Kräfte ihm nahelegte, auf seinem Posten als Bischof von Straßburg dem nahen Tod entgegenzusehen, trotz der Liebe mit der er Euch zugetan war, und obwohl es ihm hätte scheinen dürfen, daß während des Krieges genug Leiden über ihn gekommen wären, legte er unverzüglich sein Amt in die Hände des Hl. Vaters nieder, als er zu der Überzeugung gekommen war, daß das Wohl seiner Diözese diese Verzichtsleistung erforderte. Er tat es ohne Klage, jedoch gebrochenen Herzens, aus Liebe zu Eueren Seelen. Es war dies eine große Tat, sie konnte nur einem edlen, starkmütigen Herzen entspringen und findet ihre Erklärung nur in einer uneigennützigen Hingabe an die Kirche und das allgemeine Wohl.“

Sein Weihbischof und Generalvikar in Straßburg war von 1901 bis 1919 der Elsässer Franz Freiherr Zorn von Bulach.

## Schriften
- De Cassandri eiusque sociorum studiis irenicis. Commentatio hist. Phil. Diss. Münster 1865.

Zudem fungierte er – das gehörte zu den Amtsobliegenheiten eines Bischofs – als Herausgeber mehrerer liturgischer Bücher für den Gebrauch im Bistum Straßburg (lateinisch juxta usum dioecesis Argentinensis), ohne als Verfasser daran beteiligt zu sein, und der Sammlung der Dekrete der Diözesansynode:
- Collectio rituum in usum cleri dioecesis Argentinensis ex venia et approbatione sanctae apostolicae sedis ad instar appendicis ritualis romani reverendissimi domini domini Adolphi Fritzen. Straßburg: Le Roux 1898.
- Graduale romanum de tempore et de sanctis juxta usum dioecesis Argentinensis. Le Roux, Straßburg 1899.
- Officia propria sanctorum dioecesis Argentinensis. A sacra rituum congregatione jussu et auctoritate Adolphi Fritzen. Vier Bände. Le Roux, Straßburg 1900.
- Synodus dioecesana Argentiniensis tertia. o. V., o. O. 1900.